# Clodoaldo (futebolista)
Clodoaldo Tavares de Santana, mais conhecido simplesmente como Clodoaldo (Aracaju, 25 de setembro de 1949) é um ex-futebolista brasileiro.
Tricampeão Mundial com a Seleção Brasileira, apelidado de Corró, Clodoaldo era considerado por muitos como um volante habilidoso, que marcava bem nos dois lados do campo e era eficiente no apoio ao ataque.

## Carreira
Filho de Vicente Santana e Petrina Tavares de Almeida, perdeu seus pais muito cedo e aos seis anos mudou-se do Nordeste para a cidade de Praia Grande, indo morar com uma irmã e com seu irmão de nome Antônio com quem conviveu por três anos. Com a separação dos irmãos, Clodoaldo passou a residir no Morro do São Bento em Santos, onde, de 1959 a 1963, foi coroinha na Igreja do Valongo, ajudando o frei Cosme Damião nas missas. Aos 11 anos começou a trabalhar na feira e em mercearias, carregando as compras para as pessoas e na adolescência trabalhou na Companhia de Produtores de Armazéns Gerais, no bairro do Macuco.
No futebol amador, atuou no Grêmio do Apito, em 1964, administrado pelo árbitro Romualdo Arppi Filho, e depois na Sociedade Esportiva Barreiros, onde foi dirigido pelo técnico Miro Caiçara e dividiu o meio de campo com seu futuro parceiro no Santos, Walter Negreiros.
Foi levado ao Santos pelo treinador Ernesto Marques e iniciou sua trajetória na Vila Belmiro com treze anos, quando começou a atuar nas categorias de base do clube, onde morava no alojamento do Estádio Urbano Caldeira. Se destacou no campeonato juvenil e de aspirantes, quando foi a revelação, em 1966.
Jogou a primeira partida como profissional do Alvinegro aos 16 anos, em um amistoso em Blumenau, em 5 de junho de 1966. Seus outros primeiros jogos no time principal do Santos, ainda em 1966, foram durante uma excursão pela América do Sul.
Já em 1967, com apenas dezessete anos, foi promovido ao profissional e tornou-se titular do time ao substituir Zito. No Campeonato Paulista de 1967, Corró, com a camisa oito, jogou várias partidas ao lado de seu ídolo, Zito, que usava a cinco. Clodoaldo jogou ao lado de muitos dos seus ídolos de infância.
Nos catorze anos em que atuou equipe santista, Clodoaldo ajudou o Santos a conquistar cinco Campeonatos Paulistas: (Campeonato Paulista de 1967, 1968, 1969, 1973 e 1978), o Campeonato Brasileiro de 1968, a Supercopa Sulamericana dos Campeões Intercontinentais de 1968 e a Recopa dos Campeões Intercontinentais de 1968.
Praticamente finalizou sua carreira aos 29 anos, logo após uma cirurgia realizada em seu joelho esquerdo.
Em 1978, ganhou seu último título no Santos, quando liderou um grupo de garotos conhecido como “Meninos da Vila”.
Vestiu pela última vez a camisa do clube em 26 de janeiro de 1980, na Vila Belmiro, na derrota para a Seleção da Romênia por 1 a 0. Pelo clube, atuou entre os anos de 1966 e 1980 e marcou catorze gols em 508 partidas.
Em 9 de março de 1980, vestiu a camisa do Fast no amistoso contra o New York Cosmos, no maior público da história do estádio Vivaldão.
Em 1981, jogou três partidas pela equipe do Nacional, de Manaus. Teria que jogar uma partida contra o Santos, pelo Campeonato Brasileiro, na Vila Belmiro, mas quando chegou o momento de entrar em campo, ele tirou a camisa do time amazonense e, com lágrimas nos olhos, disse que não jogaria contra o seu time de coração.
No ano seguinte se despediu da carreira após atuar na segunda liga americana pela equipe do New York United.

### Seleção Brasileira
Convocado para a Copa do Mundo de 1970, foi titular e campeão, marcando um gol no Uruguai. Fez parte de uma das mais bonitas jogadas naquela Copa quando deu quatro dribles seguidos antes do último gol contra a Itália na final.
Em 1972, outra marcante conquista na Seleção foi a Taça Independência.
Na edição seguinte da Copa do Mundo, em 1974, acabou cortado antes da lista final de inscritos por contusão, e o atacante Mirandinha o substituiu.
Pela Seleção Brasileira, jogou 51 partidas e marcou três gols.

### Fora dos campos
Ainda em 1982 aceitou o convite da diretoria e dirigiu o Santos em substituição ao técnico Daltro Menezes, onde, em 23 partidas, obteve 10 vitórias, seis empates e sete derrotas.
Depois que parou de jogar, Clodoaldo manteve sua relação com o Santos ocupando cargos administrativos. A partir de 1995, exerceu as funções de diretor de futebol e vice-presidente do clube. Também serviu ao Santos como gerente de futebol profissional em 2009. De maio de 2016 a janeiro de 2018, exerceu a função de consultor do clube. Em julho de 2021, assumiu como assessor especial da presidência, para assuntos de futebol (cargo sem remuneração).

## Títulos

### Santos[7]
- Campeonato Paulista: 1967, 1968, 1969, 1973 e 1978
- Supercopa Sul-Americana dos Campeões Intercontinentais: 1968
- Recopa dos Campeões Intercontinentais: 1968
- Campeonato Brasileiro: 1968
- Torneio de Nova York: 1966
- Triangular Roma / Florença: 1967
- Fita Azul: 1967, 1972 e 1973
- Torneio da Amazônia: 1968
- Torneio Octogonal do Chile (Nicolau Moran): 1968
- Torneio Pentagonal de Buenos Aires: 1968
- Campeão do Torneio de Cuiabá: 1969
- Torneio Hexagonal do Chile: 1970
- Triangular da Guatemala: 1970
- Taça Cidade de São Paulo: 1970
- Torneio de Kingston: 1971
- Torneio Governador do Estado SP (Laudo Natel): 1975
- Torneio Governador da Bahia (Roberto Santos): 1975
- Torneio Hexagonal do Chile: 1977
- Torneio Triangular León: 1977

### Seleção Brasileira
- Copa do Mundo: 1970[5]
- Taça Independência: 1972

## Entrevistas
Em 1999, Clodoaldo forneceu uma entrevista ao Museu da Pessoa , em que descreve uma de suas maiores frustações no mundo do futebol.
"Foi, foi uma das maiores decepções, assim, que eu tive, foi não jogar a Copa de 74. Estava aí com os meus 24 anos de idade, quer dizer, era uma Copa em que todos me apontavam que seria a minha Copa, pela minha experiência, pela Copa de 70, que eu participei, enfim, eu diria que foi uma das maiores tristezas que eu tive, de não participar da Copa de 74, porque eu me preparei para aquilo, me dediquei, voltei à Seleção, fiz uma excursão aonde fui eleito... "— Clodoaldo Tavares de Santana Em entrevista ao Museu da Pessoa